# サンボ (牛丼店)

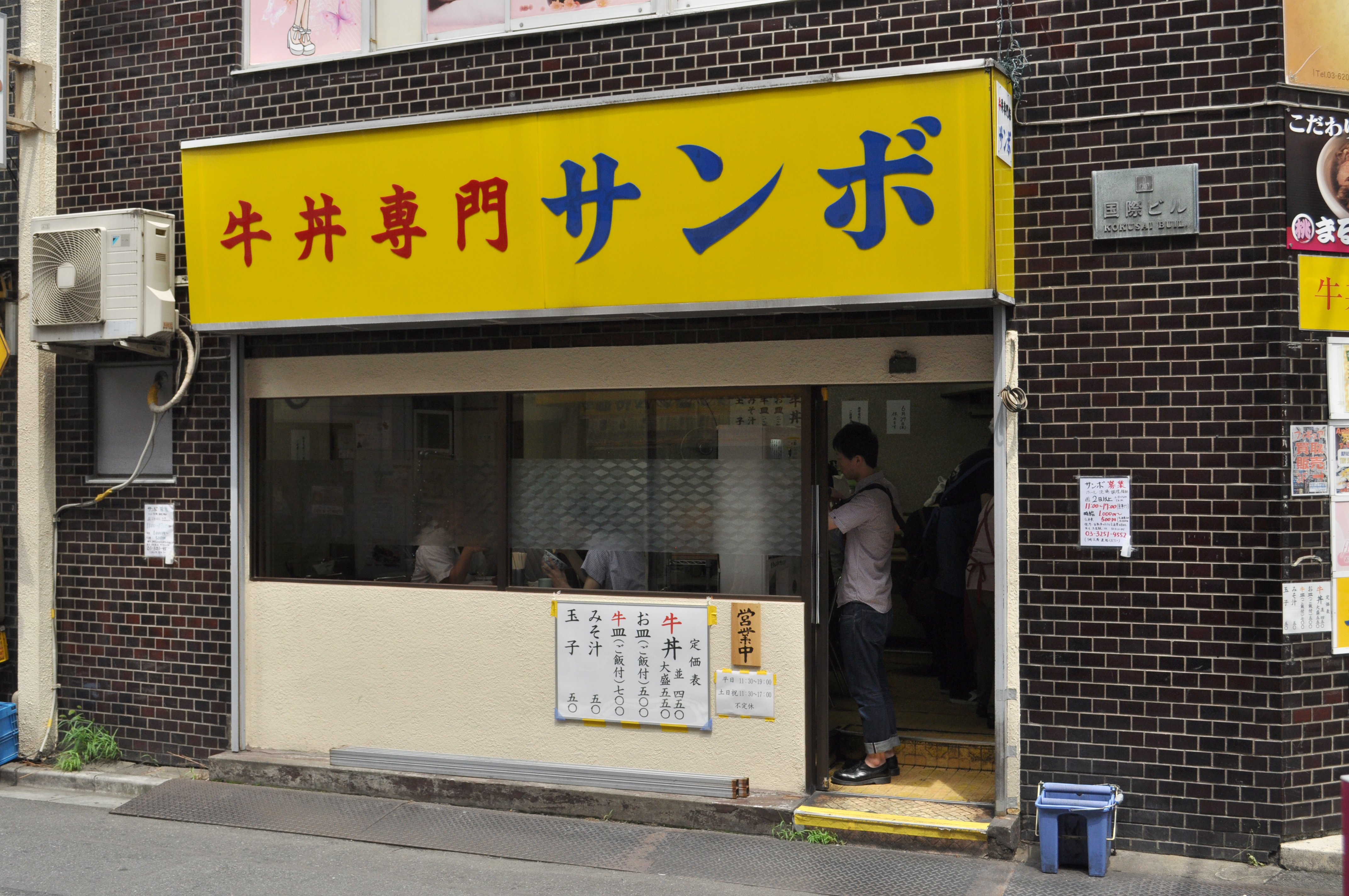
サンボの外観(2013年)

サンボ株式会社は、東京都千代田区外神田3丁目（秋葉原地区）にある牛丼店「牛丼専門サンボ」を運営する日本の企業。通称はサンボ。

## 概要
秋葉原の中央通りから一つ西に入った路地に「牛丼専門」と謳った黄色い看板を掲げた店。
営業時間は平日11:30から19:00、土日祝11:30から17:00で、不定休。
メニューは、下記の通りである。
- 牛丼並
- 牛丼大盛
- お皿（ご飯付）
- 牛皿（ご飯付）[2][3]

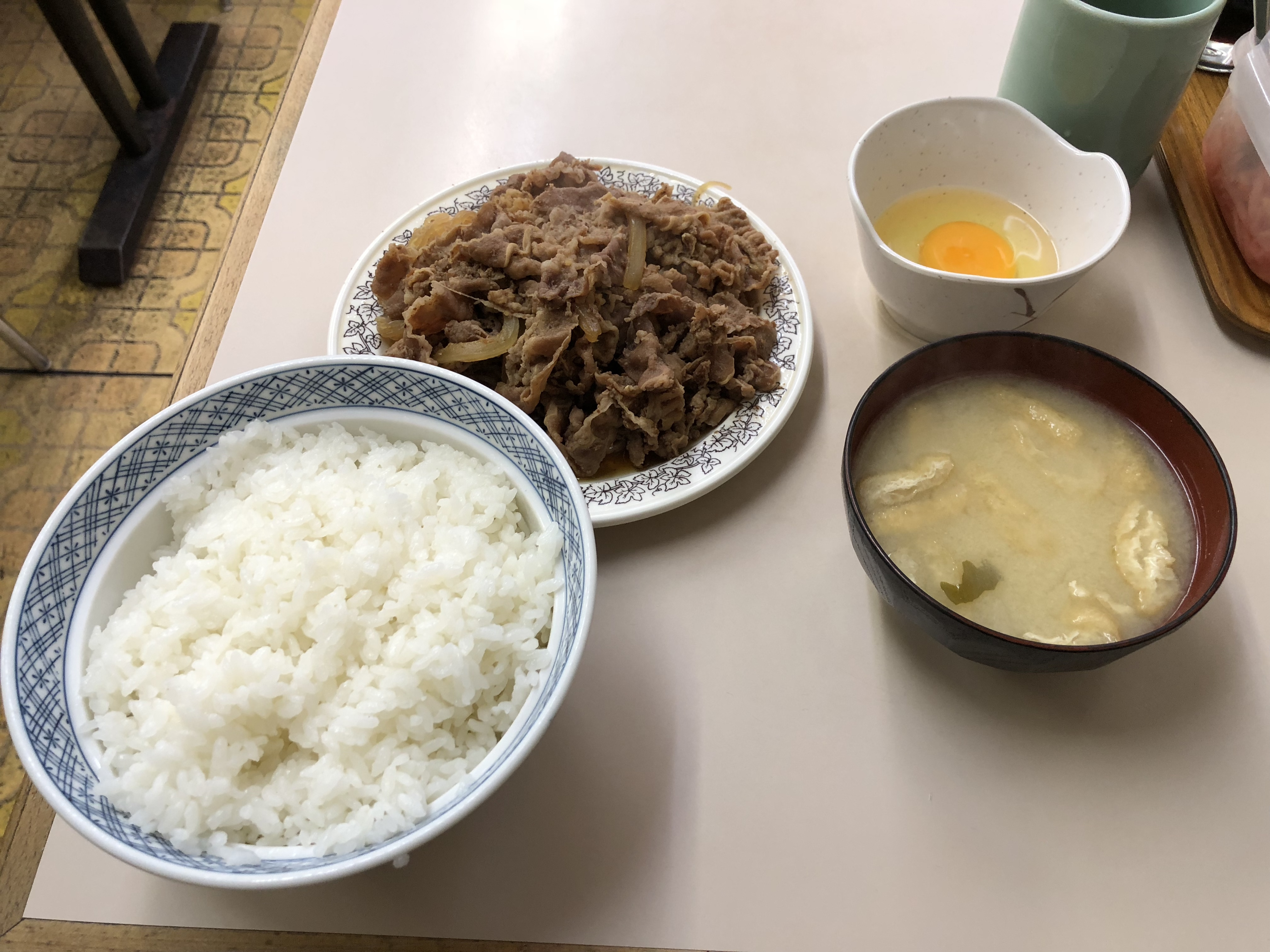

写真の玉子と味噌汁は牛皿とは別メニューである。
- - お皿、牛皿は豆腐やしらたきが入った牛肉のすき焼き風料理が皿に盛られたもの[3]。お皿が「並」、牛皿が「大盛」に対応する。
- 味噌汁
- 玉子

2013年2月1日よりメニュー価格改定が行われた。
以降物価高騰等の影響により数回価格改定が行われている。

## エピソード
店員が客を叱り付けることで知られる。一般的な牛丼店と異なりつゆだくが注文不可になっているほか、ヘッドフォン着用禁止、質問の禁止、携帯電話の電源は切る、会話は小声、オーダーは食券機で食券を買いお茶が出てくるタイミングで渡す、動画の撮影などは厳禁、といった暗黙のルールが利用者の間で知られている。そのため、秋葉原にある一見客の入りにくい牛丼店として、専門書にて写真とイラスト入りで紹介されている。
アメリカのBSE問題を受けて日本政府が行ったアメリカ牛肉輸入規制の影響で、2004年の2月より日本の主な牛丼チェーン店で牛丼の供給がストップされた時期（詳細は牛丼屋におけるBSEの影響を参照）に、ニフティのデイリーポータルZの専属ライターである林雄司によって『牛丼はまだここで食える』というタイトルの記事が特集された際、取材を受けた7店舗の中にサンボが選ばれ、2004年2月21日の時点で同店が牛丼を提供し続けていた事が紹介されている。また、電撃ネットワークのギュウゾウが自らのオフィシャルページにおいて写真入りのレビューを公開した。
Impress Watch(AKIBA PC Hotline!)が2005年に実施した読者調査『アキバの食事情』によると、1,384人中、約120件の意見が寄せられ、単体の店舗としては2番目に多かった。ソーシャルマッチングサービス「おたくま」が2009年12月に行なった、秋葉原でよく行く外食店のアンケートの結果、11%としてトップになった。牛丼評論家である岩下清海によれば、同店で使用されている肉は厚く、ボリュームがあり、彼が選んだ100店中で満腹度の満点がついた3店舗のうちの1店舗として選ばれている。
2008年に長期休業に入った際には、アキバ総研がそのニュースを伝え、ライブドアニュースでも配信された。11月14日の一時休業から12月20日に営業が再開されると、開店前から行列が絶えず終始満席となった。
2013年に店外に掲示されるまで正式な営業時間および定休日は不明であった。
2019年4月2日、シャッターに「都合により閉店しました」と書かれた張り紙があったため、営業終了ではないかという臆測がSNS上で拡散した。実際には「この日は閉店した」という意味合いだったため、翌日も変わりなく営業している。
2020年4月、公式のTwitterアカウントが開設され、臨時休業や営業時間変更の告知を随時更新している。

## 店舗展開
かねてより店舗展開を目標としており、法人化や店長候補の採用活動を行っている。
2023年10月23日、東京都千代田区西神田2丁目3−18に「牛丼専門サンボ 神保町店」が開店。